# Ciudad Jardín (Madrid)
Ciudad Jardín è un quartiere del distretto di Chamartín della zona nord-est della città di Madrid e che confina con il Distretto di Salamanca. Si trova tra Calle Príncipe de Vergara, Avenida Ramón y Cajal e Calle López de Hoyos.

## Storia
Il quartiere si trova legato storicamente al quartiere confinante, Prosperidad, al aver formato parte della stessa area suburbana fino al 1987, quando un decreto municipale divise vari quartieri della zona, tra i quali Prosperidad e Ciudad Jardín, utilizzando come limite la strada di López de Hoyos..

## Società

### Evoluzione demografica
Nel 2020, il quartiere aveva un totale di 18.965 abitanti.